# 拉什克利夫
拉什克利夫（Rushcliffe）英格兰诺丁汉郡一个具有自治市地位的非都市区，系1974年4月1日由西布里奇福德城镇区、宾厄姆乡村区和巴斯福德乡村区合并而成。地方议会驻地西布里奇福德。2011年人口统计为111,129。

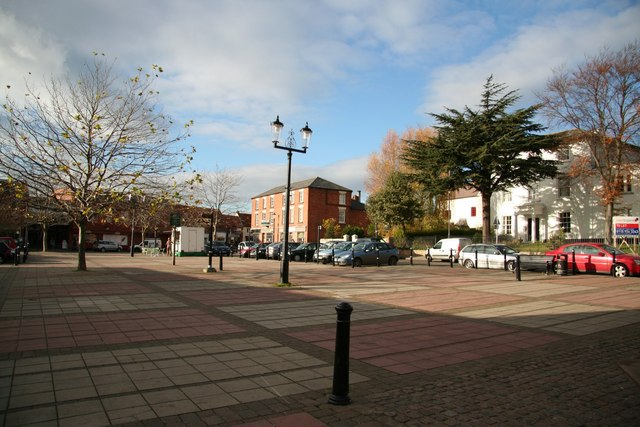
宾厄姆
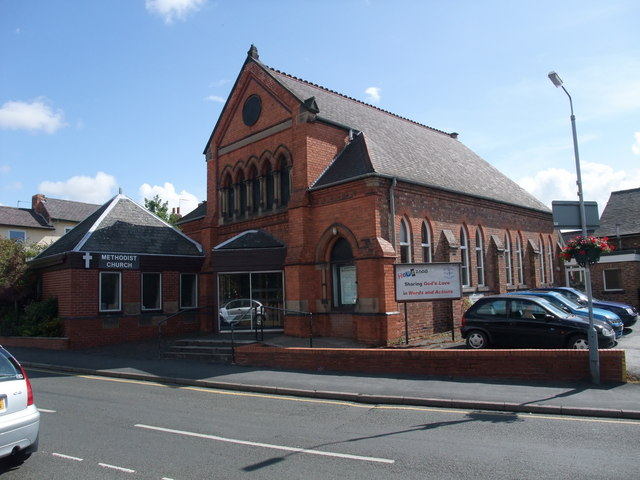
特伦特河畔拉德克利夫
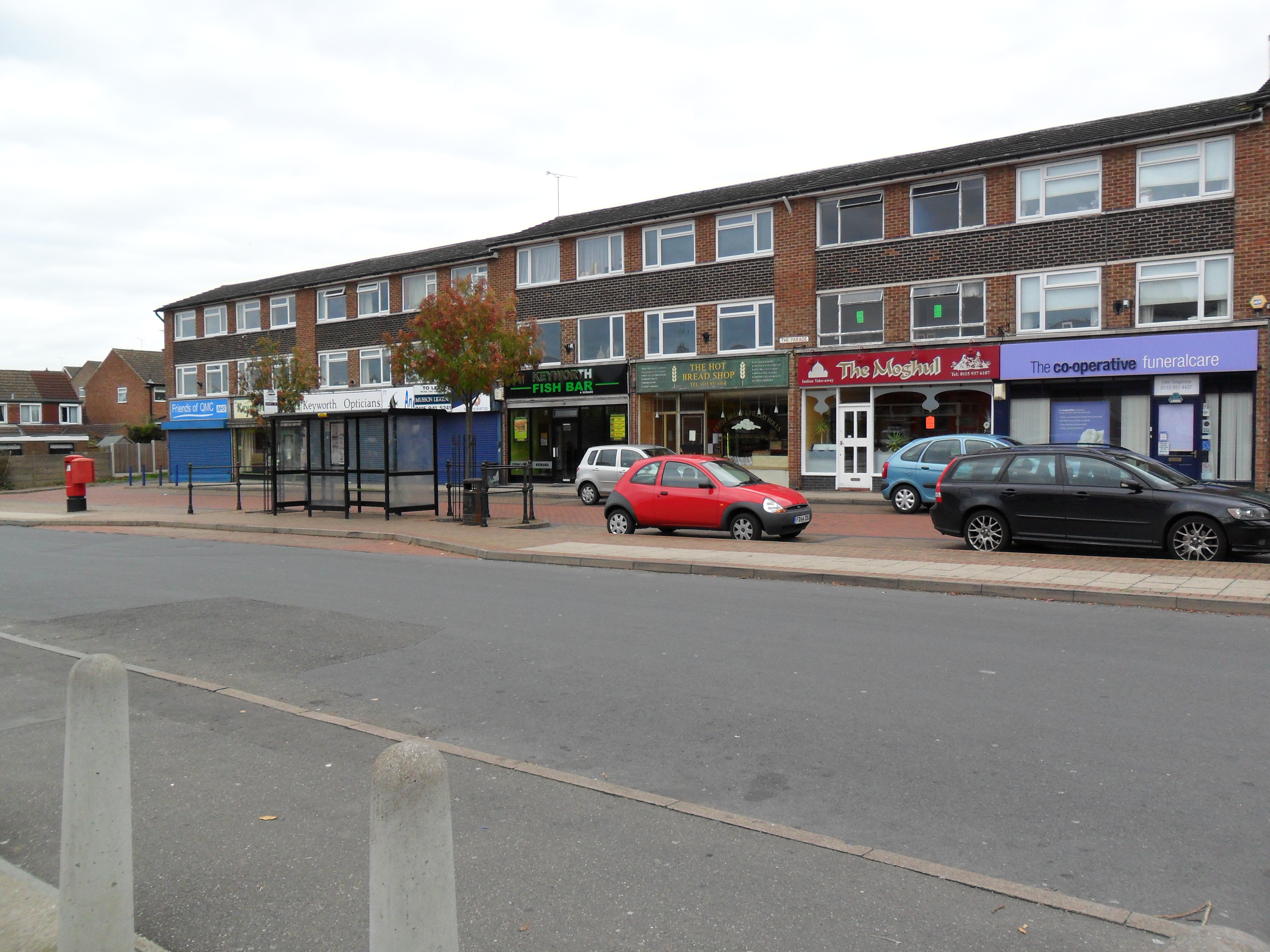
基沃思
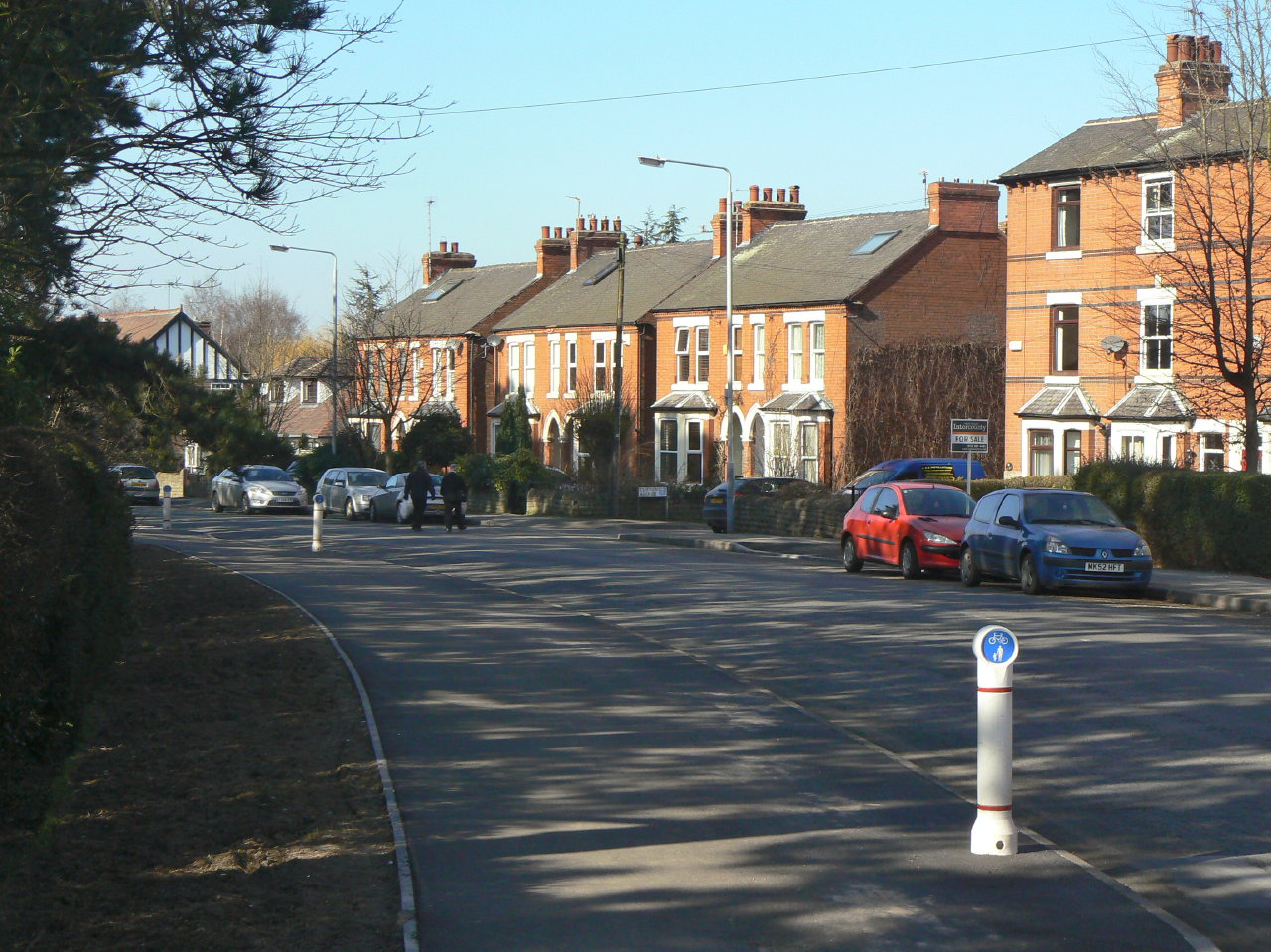
拉丁顿
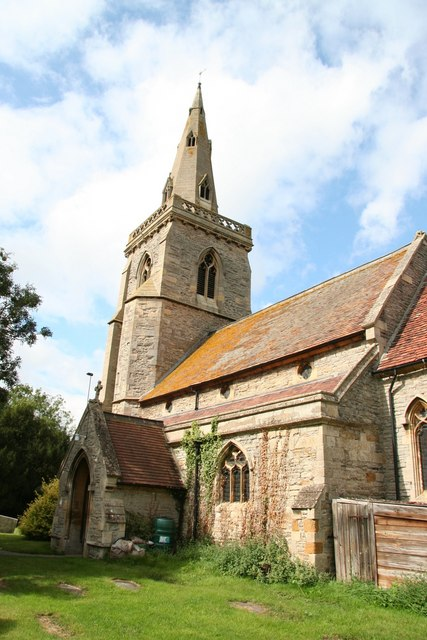
托勒顿